# イケチキ!!
『イケチキ!!』は、TBS系列局の一部で放送されていたTBS製作のバラエティ番組である。製作局のTBSでは2002年4月3日（2日深夜）から同年9月25日（24日深夜）まで、毎週水曜 0:50 - 1:20 （火曜深夜、日本標準時）に放送。

## 概要
キングコングをはじめとする出演者たちが、各回のテーマに沿ってさまざまな企画を遂行していた番組。コントを披露したり、他の出演者たちを驚かせるドッキリ企画に参加したりしていた。
番組は視聴者に景品をプレゼントしていた。また、「イケチキショップ」という企画を行った際には、出演者たち自らが作成した景品を視聴者プレゼントにした。

## 出演者
- キングコング[1][2]
- ニブンノゴ![1][2]
- 西中サーキット[1][2] - 南海キャンディーズ結成前の山崎静代が、元同級生の前野里美と結成していたお笑いコンビ。
- MEGUMI[1][2]

## ナレーター
- 小松由佳

## スタッフ
- 技術:イムプレス
- 編集・MA:TDKコア
- 演出:李闘士男（当時:ウイルスプロダクション）
- 製作著作:TBS

## 企画
- お笑いリレーショー
- 真夏の大感謝祭
- キンコンVSニブンノゴ対決
- 裏原宿青春白書
- 裏原オリジナル服製作
- お笑いEAST＆WEST
- giris side
- 興奮お宝ガールズ
- 不発弾処理班
- イケチキショップ

## 放送局
- TBSテレビ
- 北海道放送
- 東北放送
- テレビユー福島
- 静岡放送
- 北陸放送
- 中部日本放送
- 毎日放送

- 山陽放送
- 中国放送
- あいテレビ
- テレビ高知
- RKB毎日放送
- 熊本放送
- 南日本放送
- 琉球放送

## 参考
- ザテレビジョン（角川書店） 2002年[どれ?]
- Kindai （近代映画社） 2002年[どれ?]

| TBS 水曜0:50枠（火曜深夜）                                  | TBS 水曜0:50枠（火曜深夜）                  | TBS 水曜0:50枠（火曜深夜）                              |
| 前番組                                                      | 番組名                                      | 次番組                                                  |
| ----------------------------------------------------------- | ------------------------------------------- | ------------------------------------------------------- |
| キャイ〜ン式 （2001年10月3日 - 2002年3月27日） ※0:50 - 1:50 | イケチキ!! （2002年4月3日 - 2002年9月25日） | 名門!アサ㊙ジャーナル （2001年10月2日 - 2004年9月29日） |